# Sajides
889–929
Entités précédentes :
- Califat abbasside
- Arménie bagratide

Entités suivantes :
- Salarides
- Califat abbasside

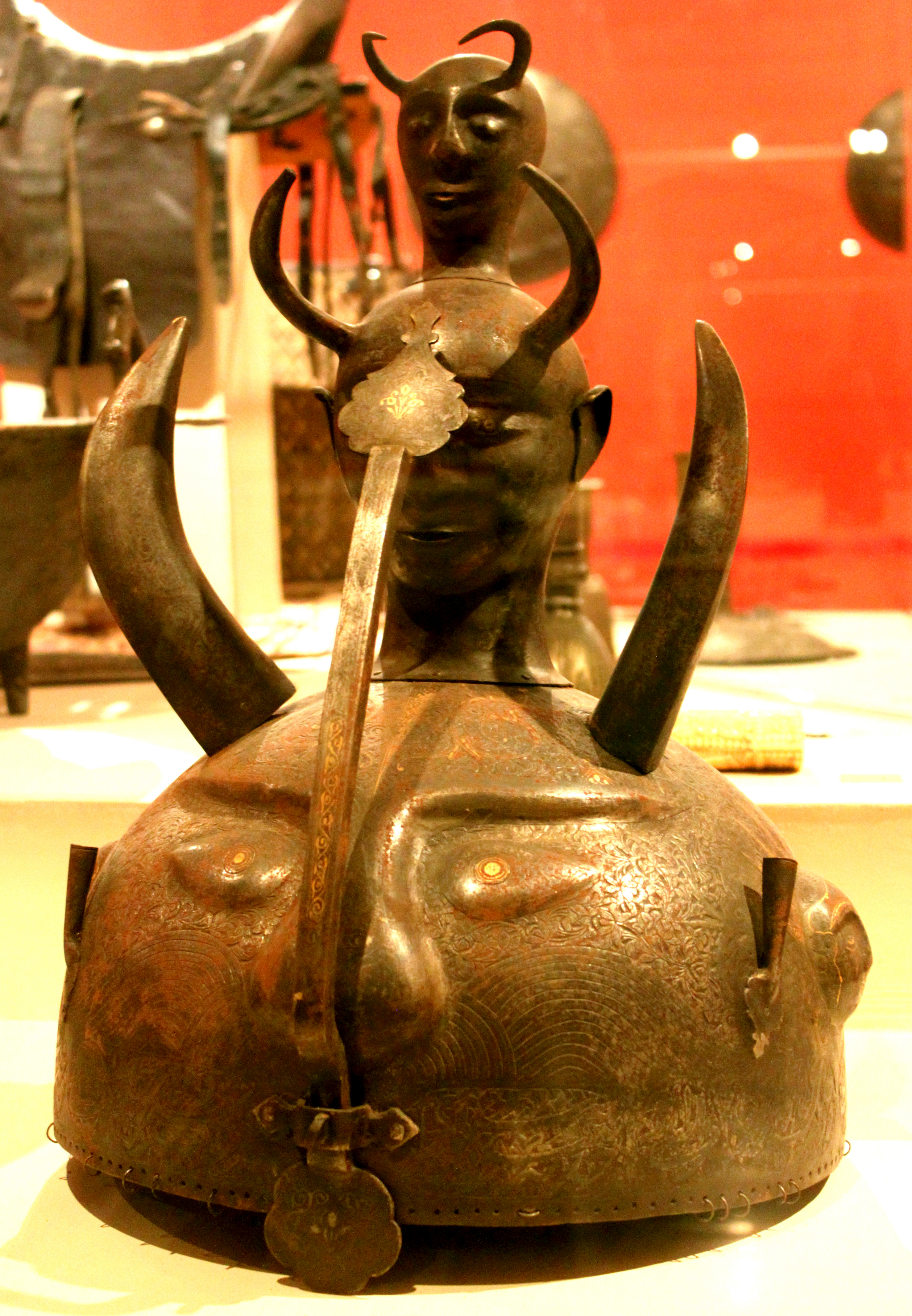
Heaume médiéval de l'époque des Sajides.

Les Sajides sont les membres d'une dynastie musulmane ayant régné en Azerbaïdjan iranien de 889/890 à 929.
Les Sajides sont originaires d'Asie centrale (province d'Oshrusana (en)) et d'ascendance sogdienne,. Muhammad Ibn Abi'l-Saj est désigné émir d'Azerbaïdjan en 889 ou 890 ; son père, Abi'l-Saj Devdad (en), a combattu sous les ordres d'Afchin Khaydar ben Kawus durant la dernière campagne contre le rebelle Babak Khorramdin en Azerbaïdjan et a servi les califes abbassides. 
Vers la fin du IXe siècle, l'autorité de ces derniers faiblit et permet à Muhammad de former un État quasi indépendant. Muhammad et ses successeurs vont alors consacrer une partie importante de leurs ressources à essayer de prendre le contrôle de l'Arménie voisine.
La dynastie s'éteint avec la mort d'Abu'l-Musafir al-Fath en 929.

## Chronologie
- Abdu Ubaydullah Muhammad Ibn Abi'l-Saj (889/890-901) ;
- Abul Musafir Devdad Ibn Muhammad (901) ;
- Yusuf Ibn Abi'l-Saj (901-919) ;
  - Subuk (919-922) ;
- Yusuf (922-928) ;
- Fath b. Muhammad b. Abi 'l Saj (928-929).